# ひずみゲージ

ひずみゲージの原理概要

ひずみゲージ（英語: strain gauge）またはストレインゲージは、物体のひずみを測定するための力学的センサである。ひずみ測定を利用して間接的に、応力計測や荷重計にも用いられる。

## 金属ひずみゲージ

金属箔ひずみゲージの概形、中央の青い部分が金属箔

等方性導体を用いたひずみゲージのことを、下記の半導体ひずみゲージなどと区別して金属ひずみゲージと呼ぶ。線型ひずみゲージと箔（はく）型ひずみゲージの2種類がある。現在は箔型が主流である。

### 基本原理
金属ひずみゲージは薄い絶縁体上にジグザグ形状にレイアウトされた金属の抵抗体（金属箔）が取り付けられた構造をしており、抵抗体の変形に伴う電気抵抗の変化を測定し、これを被測定物のひずみ量に換算する。抵抗の変化は微小であるため、その検出にはブリッジ回路が使用される。通常、ストレンアンプ（ストレインアンプ）と呼ばれるブリッジ回路と電圧増幅器を備えた機器と組み合わせて測定する。
原理としては、被測定物に接着剤などで確実に取り付けることで、被測定物を変形させるとひずみゲージも同率で変形する。
ひずみゲージを伸ばす場合、ジグザグに配された細い金属抵抗体が伸びて長さが増えるとともに断面積が減り、これに伴い電気抵抗が増える。逆にひずみゲージを縮ませた場合は電気抵抗が減る。

### ゲージ率
金属材料にひずみが発生すると、ひずみの発生に伴って電気抵抗が変化する。この電気抵抗の変化率 ΔR/R と発生する縦ひずみ ε との関係は
{\displaystyle {\frac {\Delta R}{R}}=K\epsilon }
で表される。
係数 K はゲージ率と呼ばれ、ひずみゲージの感度を表す。ひずみゲージで使用されている銅・ニッケル系合金やニッケル・クロム合金ではほぼ2となる。
抵抗体の長さを L、断面積を A として、抵抗体の電気抵抗率を ρ とすれば、電気抵抗が R =ρL/A で表されるので、両辺を対数をとって微分すれば、それぞれの変化量は
{\displaystyle {\frac {\Delta R}{R}}={\frac {\Delta \rho }{\rho }}+{\frac {\Delta L}{L}}-{\frac {\Delta A}{A}}}
で関係付けられる。伸びの変化率は縦ひずみ ε=ΔL/L であり、金属材料は等方的とみなせるのでポアソン比 ν を用いれば、断面積の変化率は ΔA/A = −2ν ε である。従って
{\displaystyle {\frac {\Delta R}{R}}=\left(1+2\nu +{\frac {\Delta \rho /\rho }{\epsilon }}\right)\epsilon }
となる。この式の括弧の部分がゲージ率 K である。

### 信号の増幅
かつては交流増幅器が用いられたが優れたオペアンプが普及したことにより主流になった。測定を始める前に校正を行う。変位量が大きいと測定レンジから外れてしまう機種もある。

## 半導体ひずみゲージ
半導体ひずみゲージとは、半導体の電気抵抗率が応力により変化するピエゾ抵抗効果を利用したひずみゲージのことである。ゲージ率が金属ひずみゲージよりも高く、微小ひずみの検出や動的な衝撃測定に優れている。

## 応用用途
構造が単純で値段が安く、その割に高精度であるため、応用範囲は広い。
荷重で縦方向に弾性変形する柱に接着してひずみから荷重に換算することにより荷重計として用いたり、柱状回転物に接着し回転軸にかかるトルクを測定したりすることができる。
その他、以下のような測定に用いられる。
- 荷重測定（ロードセル）
- 変位測定
- 振動測定
- 加速度測定
- トルク測定（トランスデューサー）
- 圧力測定
- コリオリの力

## 歴史
金属ひずみゲージの原理となる機械的応力により導体の抵抗が変化する現象については、1843年に出版されたチャールズ・ホイートストンの著作の中で触れられている。この効果について、ウィリアム・トムソンによりさらに研究が進められた。その後1930年代に、アメリカのカリフォルニア工科大学のエドワード・シモンズとマサチューセッツ工科大学のアーサー・クロード・ルーゲにより、それぞれ独立に、上記の効果を利用したひずみゲージが発明された。先に1936年にシモンズが発明し、1938年にルーゲにより再び発明された
。
ルーゲの方は、発明のみに留まらず、1939年にはひずみゲージを開発・生産する会社を設立し、ひずみゲージの初の商用化を行った。そのひずみゲージの商号は"SR-4ゲージ"とされ、シモンズとルーゲのそれぞれのイニシャルから名付けられている。
その頃のひずみゲージに対する需要は主に航空業界からのものが多く、1941年には50,000枚のひずみゲージを2ヶ月間で売り上げたとされている。
ルーゲが発明し、開発・販売を行っていたのは線型のひずみゲージだったが、その後のポール・アイスラーが発明したプリント基板の技術により、1952年頃からこれを応用した箔型のひずみゲージが開発され始めた。
日本では、1940年代から1950年代にかけて、国鉄の鉄道技術研究所の中村和雄と、運輸省の船舶試験所の石山一郎・小林韓治らにより、ほぼ同時期に開発・実用化がなされた。中村によると、戦後の混乱で文献・材料の入手に苦労しながらも、1948年にはベークライトシートを使用したひずみゲージを、1949年には和紙を使用したひずみゲージを完成させたという。

## 日本の製造メーカー
- 共和電業
- 東京測器研究所
- 昭和測器
- ミネベアミツミ
- エー・アンド・デイ